# Kresten Bjerre
Kresten Bjerre (ur. 22 lutego 1946 w Kopenhadze, zm. 19 lutego 2014 w Frederikssundzie) – duński piłkarz występujący na pozycji pomocnika. Trener piłkarski.

## Kariera klubowa
Bjerre treningi rozpoczął w drużynie BK Sylvia. Następnie w juniorach zespołu Akademisk BK, a w sezonie 1964 został włączony do jego pierwszej drużyny, grającej w pierwszej lidze. W debiutanckim sezonie spadł z nim jednak do drugiej ligi, ale w kolejnym awansował z powrotem do pierwszej. W sezonie 1967 zdobył z zespołem mistrzostwo Danii.
W 1968 roku Bjerre został graczem amerykańskiego Houston Stars, grającego w nowo powstałej lidze NASL. Spędził tam sezon 1968, a potem odszedł do holenderskiego PSV Eindhoven. W sezonach 1968/1969 oraz 1969/1970 dotarł z nim do finału Pucharu Holandii. W sezonie 1969/1970 zajął ponadto 3. miejsce w Eredivisie.
W 1970 roku Bjerre przeszedł do belgijskiego klubu Royal Racing White. W 1973 roku klub zmienił nazwę na RWD Molenbeek. W sezonie 1974/1975 zdobył z nim mistrzostwo Belgii. Oprócz tego trzy razy zajmował z nim 3. miejsce w Eerste klasse (1972/1973, 1973/1974, 1975/1976). W 1977 roku Bjerre odszedł do holenderskiego Go Ahead Eagles, gdzie po sezonie 1977/1978 zakończył karierę.

## Kariera reprezentacyjna
W reprezentacji Danii Bjerre zadebiutował 24 maja 1967 w przegranym 0:2 meczu eliminacji Mistrzostw Europy 1968 z Węgrami. 4 czerwca 1967 w zremisowanym 1:1 pojedynku eliminacji tego samego turnieju z NRD strzelił pierwszego gola w kadrze.
W latach 1967–1973 w drużynie narodowej rozegrał 22 spotkania i zdobył 12 bramek.